# Elvira Costell Ibáñez
Elvira Costell Ibáñez (10 de febrero de 1943) es una química española que obtuvo su doctorado por la Universidad de Valencia en 1979.  A lo largo de su trayectoria profesional, fue profesora de Investigación del Consejo Superior de Investigaciones Científicas (CSIC), jefa del Laboratorio de Propiedades Físicas y Sensoriales de los Alimentos del Instituto de Agroquímica y Tecnología de los Alimentos de Valencia (IATA) del CSIC y profesora asociada de la Universidad de Valencia, hasta 2013.
Se especializó en el estudio e investigación de las propiedades mecánicas, reológicas y sensoriales de los alimentos, así como en las relaciones existentes entre estas propiedades y la incidencia de las mismas en la calidad y aceptabilidad de distintos productos.
Además, es socia fundadora y presidenta de la Asociación Española de Profesionales del Análisis Sensorial (AEPAS) y vicepresidenta del Grupo Español de Reología (GER) de la Real Sociedad Española de Química y de Física. Durante un tiempo fue la representante española en la Red de Evaluación de las Propiedades Sensoriales y participante en la Red de Propiedades Físicas dentro del Programa Iberoamericano de Ciencia y Tecnología para el desarrollo (CYTED).
Respecto a los proyectos de investigación pública en los que participó (de los que ha publicado más de 160 trabajos de investigación), los hay tanto nacionales, como europeos y de cooperación bilateral con países concretos como: Inglaterra, Chile, Brasil y la República Popular China. También realizó colaboraciones de investigación directas con empresas de la industria alimentaria española.

## Reconocimientos
En 2019 la Universidad Politécnica de Valencia (UPV) y el centro de innovación Las Naves del Ayuntamiento de Valencia, con la colaboración de la Fundación Española para la Ciencia y la Tecnología (FECYT) del Ministerio de Ciencia e Innovación, llevaron a cabo un proyecto, ‘Dones de Ciència’, para: «visibilizar y rendir tributo a mujeres de referencia en sus respectivas áreas y denunciar las consecuencias de la desigualdad de género, tanto en la construcción de vocaciones científicas e investigadoras, como en el desarrollo de las carreras profesionales de las mujeres en estas áreas». Elvira Costell Ibáñez, es una de las mujeres de ciencia que formaron parte de este proyecto. Su mural, se ubica en el CEIP San Juan de Ribera de Burjasot, y es obra de la artista catalana Btoy.
El mural fue presentado por la propia investigadora el 22 de octubre de 2021, y contó con la presencia de Salomé Cuesta, vicerrectora de Arte, Ciencia, Tecnología y Sociedad de la UPV, Marta Chillarón, directora de Las Naves, el alcalde de Burjassot, Rafael García, y la concejala de Educación, Manuela Carrero, así como una representación del personal y alumnado del centro.
Además, en el año 2022, dentro de los actos que se llevaron a cabo por parte de la Universidad Politécnica de Valencia (UPV) para el celebración del Día Internacional de la Mujer y la Niña en la Ciencia (11 de febrero), se decidió nombrar  seis aulas del centro infantil de esta universidad, con el nombre de seis prestigiosas investigadoras, una de ellas, Elvira Costell Ibáñez.